# Friedhelm Fischer

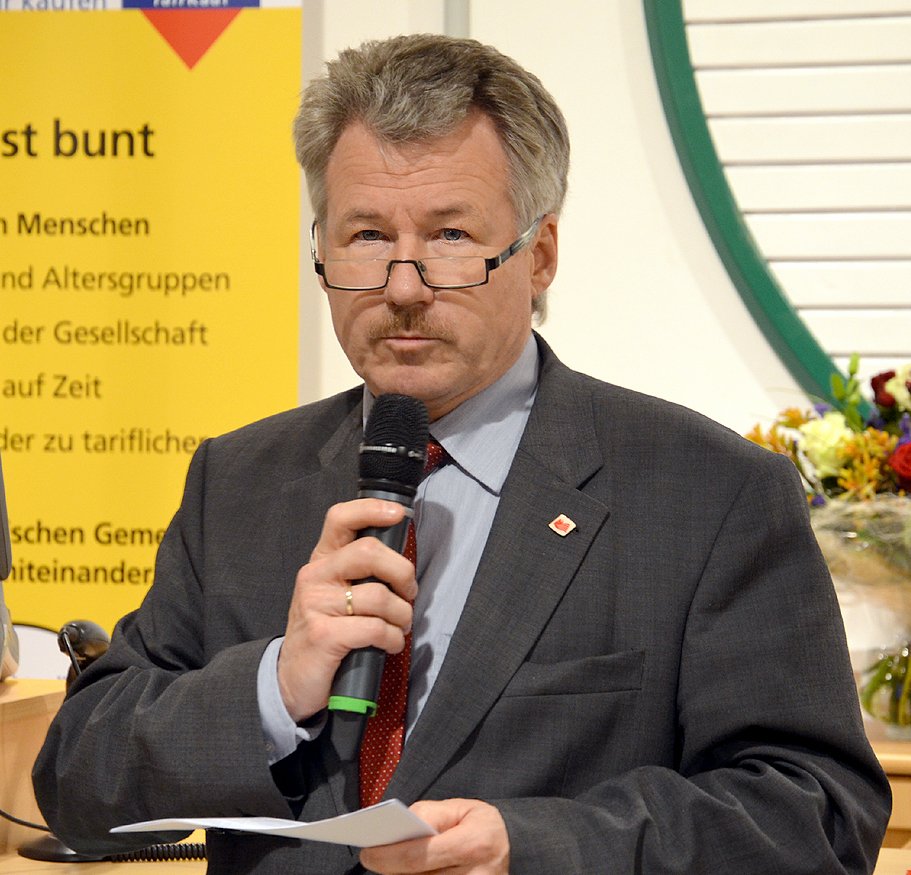
Friedhelm Fischer bei seiner Rede zur Eröffnung des fairKauf im City Center Langenhagen (CCL)

Friedhelm Fischer (* 4. Dezember 1955 in Hannover) ist ein ehemaliger deutscher Bürgermeister. Er führte bis zum Jahr 2014 die Amtsgeschäfte der Stadt Langenhagen.
Seit Januar 2015 leitet er den Geschäftsbereich Hannover der Niedersächsischen Landesbehörde für Straßenbau und Verkehr.

## Leben

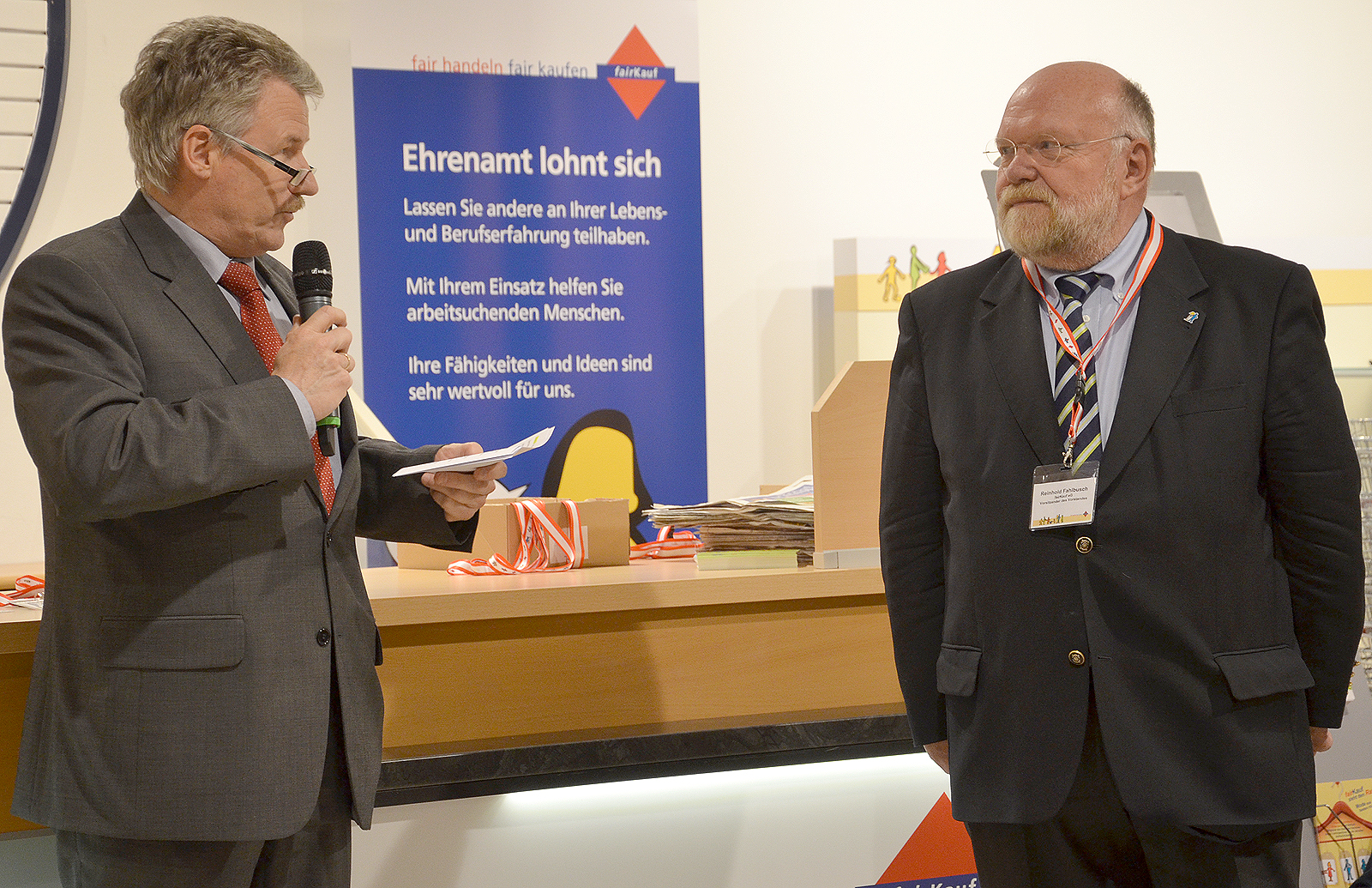
„Ehrenamt lohnt sich“ – Friedhelm Fischer und Reinhold Fahlbusch, Vorstandsvorsitzender der Genossenschaft fairKauf

Nach seinem Abschluss als Diplom-Bauingenieur arbeitete Friedhelm Fischer zunächst in verschiedenen Bereichen der Straßenbau-Verwaltung in Niedersachsen mit, etwa beim sechsspurigen Ausbau der Bundesautobahn 2. Ab 2001 leitete er das Straßenbauamt in Lüneburg, bevor er zum 1. November 2006 zum Bürgermeister der Stadt Langenhagen gewählt wurde. Bei der Bürgermeisterwahl 2014 unterlag er in einer Stichwahl CDU-Bewerber Mirko Heuer, der das Amt im November antrat.
Politisch aktiv wurde Fischer, der Mitglied der Sozialdemokratischen Partei Deutschlands ist, bereits Anfang der 1990er Jahre. Nach seiner Wahl in den Stadtrat übernahm er den Vorsitz des Stadtplanungs- und Umweltausschusses sowie den stellvertretenden Vorsitz im Verkehrsausschuss, war ab Anfang 2005 Ratsvorsitzender. Darüber hinaus war er Ortsrat im Stadtteil Krähenwinkel, den er nach seinem früheren Wohnsitz in Kaltenweide auch bewohnt.
Friedhelm Fischer ist verheiratet und Vater zweier erwachsener Kinder.

## Medienecho
- Antje Bismark: Wer punktet bei Wählern am meisten? / Fünf Kandidaten wollen am 25. Mai als Bürgermeister ins Langenhagener Rathaus einziehen. Am Freitag sind sie Gast der Elisabeth-Gemeinde und unserer Zeitung. In einer Podiumsdiskussion stehen sie Rede und Antwort – auch auf Fragen aus dem Publikum, in: Hannoversche Allgemeine Zeitung (HAZ) vom 22. April 2014, online abgerufen am 20. Mai 2014
- Sven Warnecke: Stephan Weil unterstützt Friedhelm Fischer / Für seinen Wahlkampf erhält der Langenhagener Bürgermeister und Kandidat Friedhelm Fischer für die am 25. Mai anstehende Wahl prominente Unterstützung. Stephan Weil kommt am Dienstag, 22. April, ins daunstärs, in: HAZ vom 8. April 2014; online, abgerufen am 20. Mai 2014.